# Calamoptera grandis
Calamoptera grandis är en insektsart som beskrevs av Max Beier 1962. Calamoptera grandis ingår i släktet Calamoptera och familjen vårtbitare. Inga underarter finns listade i Catalogue of Life.